# 阿帕塔區
阿帕塔區（西班牙語：Distrito de Apata），是秘魯的一個區，位於該國中部胡寧大區的豪哈省，始建於1857年1月2日，面積421.62平方公里，海拔高度3,340米，2005年人口5,163，人口密度每平方公里12人。